# Trecalae
Trecalae (łac. Dioecesis Trecalitanus) – stolica historycznej diecezji w Italii, erygowanej w I wieku, a skasowanej w roku 837.
Współczesne miasto Caltabellotta w prowincji Agrigento we Włoszech. Obecnie katolickie biskupstwo tytularne ustanowione w 1966 przez papieża Pawła VI.

## Biskupi tytularni
| Lp. | Biskup                   | Funkcja                                       | Od                   | Do                |
| --- | ------------------------ | --------------------------------------------- | -------------------- | ----------------- |
| 1   | Robert Dermot O’Flanagan | emerytowany biskup Juneau (USA)               | 19 czerwca 1968      | 13 stycznia 1971  |
| 2   | Charles Joseph Henderson | biskup pomocniczy Southwark (Wielka Brytania) | 12 października 1972 | 10 kwietnia 2006  |
| 3   | Carlos Briseño Arch      | biskup pomocniczy Miasta Meksyk (Meksyk)      | 20 maja 2006         | 12 listopada 2018 |
| 4   | Giorgio Demetrio Gallaro | urzędnik Kurii Rzymskiej                      | 25 lutego 2020       |                   |